# Europäischer Gesellentag
Der Europäische Gesellentag war eine im Jahr 1998 ins Leben gerufene Veranstaltungsreihe. In dieser ging es um die Entwicklung einer "Europäischen Kooperationskultur" zwischen dem Management und der Belegschaft klein- und mittelständischer Unternehmen (KMU). Auftakt war der erste europäische Gesellentag zum Thema "Förderung von Ausbildung und Beschäftigung" im Juni 1998. Organisatoren des ersten Kongresses kamen aus Deutschland, Großbritannien, den Niederlanden und Österreich. Finanziert wurde die Veranstaltung mit Mitteln aus dem Europäischen Sozialfonds und des Nordrhein-Westfälischen Ministeriums für Arbeit, Gesundheit und Soziales.
Der Westdeutsche Handwerkskammertag (WHKT) als Organisator des Kongresses hatte dazu Gesellen und Facharbeiter sowie Vertreter von Handwerkskammern und Berufsbildungsexperten aus ganz Europa eingeladen. Ziel des ersten Kongresses war, die Kommunikation zwischen verschiedenen europäischen Arbeitnehmerverbänden zu verbessern. Insbesondere die Kooperation zwischen den EU-Mitgliedsländern sollte dadurch verstärkt werden.
Zum letzten Mal wurde der Europäische Gesellentag im Jahr 2014 veranstaltet. Das Thema des 14. und letzten Gesellentags am 22. November 2014 lautete "Berufsbildungssysteme im Vergleich – Erfahrungen aus der Praxis".